# Ronde van Italië 2021/Elfde etappe
De elfde etappe van de Ronde van Italië 2021 werd verreden op 19 mei van Perugia naar Montalcino. Het betroft een etappe over 162 kilometer met in de finale een aantal onverharde stroken. De vroege vlucht kreeg alle ruimte en Mauro Schmid won overtuigend de sprint van Alessandro Covi. Daarachter ontstonden de eerste grote verschillen in het klassement; zo verloren Remco Evenepoel, Daniel Martin en Davide Formolo minuten op klassementsleider Egan Bernal, die de beste was van de klassementsrenners.
| Perugia – Montalcino (162,0 km) |                    |                                    |          |
| Plaats                          | Naam               | Ploeg                              | Tijd     |
| 1                               | Mauro Schmid       | Team Qhubeka-ASSOS                 | 4u01'55" |
| 2                               | Alessandro Covi    | UAE Team Emirates                  | + 1"     |
| 3                               | Harm Vanhoucke     | Lotto Soudal                       | + 26"    |
| 4                               | Dries De Bondt     | Alpecin-Fenix                      | + 41"    |
| 5                               | Simon Guglielmi    | Groupama-FDJ                       | z.t.     |
| 6                               | Enrico Battaglin   | Bardiani-CSF-Faizanè               | + 44"    |
| 7                               | Roger Kluge        | Lotto Soudal                       | + 1'23"  |
| 8                               | Francesco Gavazzi  | EOLO-Kometa                        | + 1'37"  |
| 9                               | Taco van der Hoorn | Intermarché-Wanty-Gobert Matériaux | + 1'43"  |
| 10                              | Lawrence Naesen    | AG2R-Citroën                       | + 1'59"  |

| Algemeen klassement |                  |                       |           |
| Plaats              | Naam             | Ploeg                 | Tijd      |
| Roze trui           | Egan Bernal      | INEOS Grenadiers      | 42u35'21" |
| 2                   | Aleksandr Vlasov | Astana-Premier Tech   | + 45"     |
| 3                   | Damiano Caruso   | Bahrain-Victorious    | + 1'12"   |
| 4                   | Hugh Carthy      | EF Education-Nippo    | + 1'17"   |
| 5                   | Simon Yates      | Team BikeExchange     | + 1'22"   |
| 6                   | Emanuel Buchmann | BORA-hansgrohe        | + 1'50"   |
| 7                   | Remco Evenepoel  | Deceuninck–Quick-Step | + 2'22"   |
| 8                   | Giulio Ciccone   | Trek-Segafredo        | + 2'24"   |
| 9                   | Tobias Foss      | Team Jumbo-Visma      | + 2'49"   |
| 10                  | Daniel Martínez  | INEOS Grenadiers      | + 3'15"   |
|                     |                  |                       |           |
| 25                  | Koen Bouwman     | Team Jumbo-Visma      | + 13'19"  |

## Opgaves
- Jonathan Caicedo (EF Education-Nippo): Opgave wegens een val
- Tim Merlier (Alpecin-Fenix): niet gestart vanwege maagklachten.

1e etappe ·
2e etappe ·
3e etappe ·
4e etappe ·
5e etappe ·
6e etappe ·
7e etappe ·
8e etappe ·
9e etappe ·
10e etappe ·
11e etappe ·
12e etappe ·
13e etappe ·
14e etappe ·
15e etappe ·
16e etappe ·
17e etappe ·
18e etappe ·
19e etappe ·
20e etappe ·
21e etappe
Startlijst · Eindstanden · Afbeeldingen